# 자이드파
자이드파(아랍어: الزيدية) 또는 다섯 이맘파는 9세기에 성립한 이슬람교 시아파의 한 분파이다. 후사인 이븐 알리의 손자 자이드 이븐 알리와 그 자손을 이맘(최고 지도자)으로 인정한다.